# Аткин, Чарльз
Чарльз Сидней Аткин (англ. Charles Sydney Atkin; 26 февраля 1889, Шеффилд, Йоркшир — 9 мая 1958, Шеффилд, Йоркшир) — английский и британский хоккеист на траве, защитник. Олимпийский чемпион 1920 года.

## Биография
Чарльз Аткин родился 26 февраля 1889 года в британском городе Шеффилд.
Учился в колледже Мальборо, где начал играть в хоккей на траве, но не пробился в сборную. Поступил в колледж Кайуса в Кембридже, играл на позиции правого защитника за университетскую сборную.
Работал врачом в больнице святого Варфоломея. В это время выступал за «Бекенхэм» и сборную Кента. В 1913 году дебютировал в сборной Англии.
Участвовал в Первой мировой войне. Был капитаном медицинской службы Королевской армии Великобритании.
По окончании войны продолжил начатую его прадедом врачебную династию и занялся медицинской практикой в Шеффилде.
В 1920 году вошёл в состав сборной Великобритании по хоккею на траве на летних Олимпийских играх в Антверпене и завоевал золотую медаль. Играл на позиции левого защитника, провёл 1 матч, мячей (по имеющимся данным) не забивал.
В 1921 году провёл восьмой и последний в карьере матч за сборную против Ирландии.
Помимо хоккея на траве увлекался другими видами спорта. В течение многих лет играл в теннис за «Халламшир», занимался рыболовством и охотой.
Умер 9 мая 1958 года в Шеффилде.
После смерти Аткина его медицинскую династию продолжил сын.